# Лукич Леонід Юхимович
Леонід Юхимович Лукич (вересень 1904, місто Катеринослав, тепер Дніпро — 24 серпня 1976, місто Москва) — український радянський і компартійний діяч, депутат Верховної Ради СРСР 6-го скликання. Член Ревізійної Комісії КПУ в 1952—1954 роках. Член ЦК КПУ в 1961—1966 роках.

## Життєпис
Народився в родині робітника. Трудову діяльність розпочав у 1918 році робітником. Закінчив вечірній робітничий факультет.
Член РКП(б) з 1925 року.
У 1932 році закінчив Дніпропетровський металургійний інститут.
З 1934 до 1939 року — начальник зміни мартенівського цеху, інженер, головний інженер Дніпропетровського металургійного заводу імені Карла Лібкнехта.
У 1939 — квітні 1941 року — завідувач відділу металургійної промисловості Дніпропетровського обласного комітету КП(б)У. З 23 квітня 1941 року — секретар Дніпропетровського обласного комітету КП(б)У з металургійної промисловості.
З серпня 1941 року — уповноважений Державного комітету оборони СРСР по виробництву боєприпасів, потім 1-й секретар Ревдівського міського комітету ВКП(б) Свердловської області. До 1944 року — партійний організатор ЦК ВКП(б) Нижньотагільського металургійного комбінату (Свердловська область).
У 1944 році (до травня) — заступник секретаря Дніпропетровського обласного комітету КП(б)У по металургійній промисловості.
З травня по жовтень 1944 року — секретар Дніпропетровського обласного комітету КП(б)У із кадрів. У жовтні 1944 — вересні 1952 року — 3-й секретар Дніпропетровського обласного комітету КП(б)У. У вересні 1952 — лютому 1954 року — 2-й секретар Дніпропетровського обласного комітету КПУ.
У лютому 1954 — 31 травня 1957 року — 1-й заступник міністра чорної металургії Української РСР.
У червні 1957—1960 роках — 1-й заступник голови Ради народного господарства Дніпропетровського економічного адміністративного району.
У липні 1960 — грудні 1962 року — голова Ради народного господарства Дніпропетровського економічного адміністративного району. У грудні 1962 — 1965 року — голова Ради народного господарства Придніпровського економічного району.
У 1965 — серпні 1976 року — заступник міністра чорної металургії СРСР.

## Нагороди
- чотири ордени Леніна (19.07.1958, 14.09.1964, 13.09.1974)
- два ордени Трудового Червоного Прапора (1939, 23.01.1948)
- орден Жовтневої Революції
- медалі